# Fórmula Renault 2.0 Británica
La Fórmula Renault 2.0 Británica (hasta 2005: Fórmula Renault 2000 Británica) es un campeonato de Fórmula Renault que se corre en el Reino Unido.
Se corren dos campeonatos paralelos, la Fórmula Renault 2.0 Británica y la Fórmula Renault BARC. Generalmente, la Fórmula Renault 2.0 Británica es reconocida como el campeonato oficial.
Desde 2005 la Fórmula Renault BARC se corre como la Clase FR2000.
El campeonato es uno de los más competitivos ya que de él han salido pilotos de Fórmula 1, entre ellos Kimi Räikkönen, Lewis Hamilton y Heikki Kovalainen.

## Campeones
Serie regular
| Año                            | Piloto                         | Escudería                      | Copa invernal                  |
| Fórmula Renault 2000 Británica | Fórmula Renault 2000 Británica | Fórmula Renault 2000 Británica | Fórmula Renault 2000 Británica |
| ------------------------------ | ------------------------------ | ------------------------------ | ------------------------------ |
| 1989                           | Neil Riddiford                 | Tarry Racing                   |                                |
| 1990                           | Thomas Erdos                   | Fortec Motorsport              |                                |
| 1991                           | Bobby Verdon-Roe               | Fortec Motorsport              |                                |
| 1992                           | Pedro de la Rosa               | Racing for Spain - Minister    |                                |
| 1993                           | Ivan Arias                     | Racing for Spain - Minister    |                                |
| 1994                           | James Matthews                 | Manor Motorsport               |                                |
| 1995                           | Guy Smith                      | Manor Motorsport               |                                |
| 1996                           | David Cook                     | DCCook Racing                  |                                |
| 1997                           | Marc Hynes                     | Manor Motorsport               |                                |
| 1998                           | Aluizio Coelho                 | Manor Motorsport               | Antônio Pizzonia               |
| 1999                           | Antônio Pizzonia               | Manor Motorsport               | Kimi Räikkönen                 |
| 2000                           | Kimi Räikkönen                 | Manor Motorsport               | Mark McLoughlin                |
| 2001                           | Carl Breeze                    | Motaworld Racing               | Robert Bell                    |
| 2002                           | Danny Watts                    | Fortec Motorsport              | Robert Bell                    |
| 2003                           | Lewis Hamilton                 | Fortec Motorsport              | Jay Howard                     |
| 2004                           | Mike Conway                    | Fortec Motorsport              | Stuart Hall                    |
| Fórmula Renault 2.0 Británica  |                                |                                |                                |
| 2005                           | Oliver Jarvis                  | Fortec Motorsport              | Junior Strous                  |
| 2006                           | Sebastian Hohenthal            | Fortec Motorsport              | Franck Mailleux                |
| 2007                           | Duncan Tappy                   | Fortec Motorsport              | Richard Singleton              |
| 2008                           | Adam Christodoulou             | Fortec Motorsport              | James Calado                   |
| 2009                           | Dean Smith                     | Fortec Motorsport              | Harry Ticknell                 |
| 2010                           | Tom Blomqvist                  | Manor Competition              | Alex Lynn                      |
| 2011                           | Alex Lynn                      | Fortec Motorsport              | Oliver Rowland                 |

### Fórmula Renault BARC /Protyre Formula Renault
Clase FR2000
| Año  | Piloto                            | Copa Invernal  |
| ---- | --------------------------------- | -------------- |
| 1995 | David Henderson                   |                |
| 1996 | Ian Astley                        |                |
| 1997 | Peter Clarke                      |                |
| 1998 | Nick Dudfield                     |                |
| 1999 | Elliot Lewis                      |                |
| 2000 | Jamie Beales                      |                |
| 2001 | Martin Wallbank                   |                |
| 2002 | Jeremy Smith                      |                |
| 2003 | James Gornall                     |                |
| 2004 | Nicky Wilson                      |                |
| 2005 | Nick Wilcox (Classe FR2000)       |                |
| 2006 | Richard Singleton (Classe FR2000) |                |
| 2007 | Hywel Lloyd (Classe FR2000)       | Hywel Lloyd    |
| 2008 | Ollie Hancock (Classe FR2000)     | James Theodore |
| 2009 | Kieren Clark (Classe FR2000)      |                |
| 2010 | Alice Powell (Classe FR2000)      | Josh Webster   |
| 2011 | Dino Zamparelli (Classe FR2000)   | Victor Jiminez |
| 2012 | Scott Malvern                     | Seb Morris     |
| 2013 | Chris Middlehurst                 | Ben Barnicoat  |
| 2014 | Pietro Fittipaldi                 |                |

- Datos: Q2626435